# Музей полиции Нью-Йорка
Музе́й поли́ции Нью-Йорка (New York City Police Museum). Расположен на острове Манхэттен, недалеко от Уолл-стрит в Нью-Йорке (США). Хранит коллекцию вещей из истории Полицейского Департамента Нью-Йорка (NYPD), начиная с его учреждения в 1845 году и до наших дней.

## История
Официально учреждён в 2000 году, хотя формально существовал с января 1999 года как небольшая выставочная галерея при Полицейской Академии Нью-Йорка.
В январе 2002 года музей получил отдельное здание на Old Slip, рядом с Южным уличным морским портом на острове Манхэттен.
Среди экспонатов музея можно увидеть:
- полицейскую униформу разных исторических периодов, начиная с 1853 года;
- полицейское оружие;
- полицейский транспорт.

Кроме того, можно увидеть:
- огромный фотоаппарат 1910-х годов, использовавшийся для снимков арестованных;
- картотеку преступников, составленную по системе Бертильона;
- коллекцию медных блях (copper), благодаря которым полицейские получили прозвище "копы";
- коллекцию конфискованного оружия (включая оружие, использовавшееся бригадой Аль Капоне и различные виды самодельного оружия, такие, как обрез в футляре для скрипки или большая дубина с металлическими шипами).

## Галерея

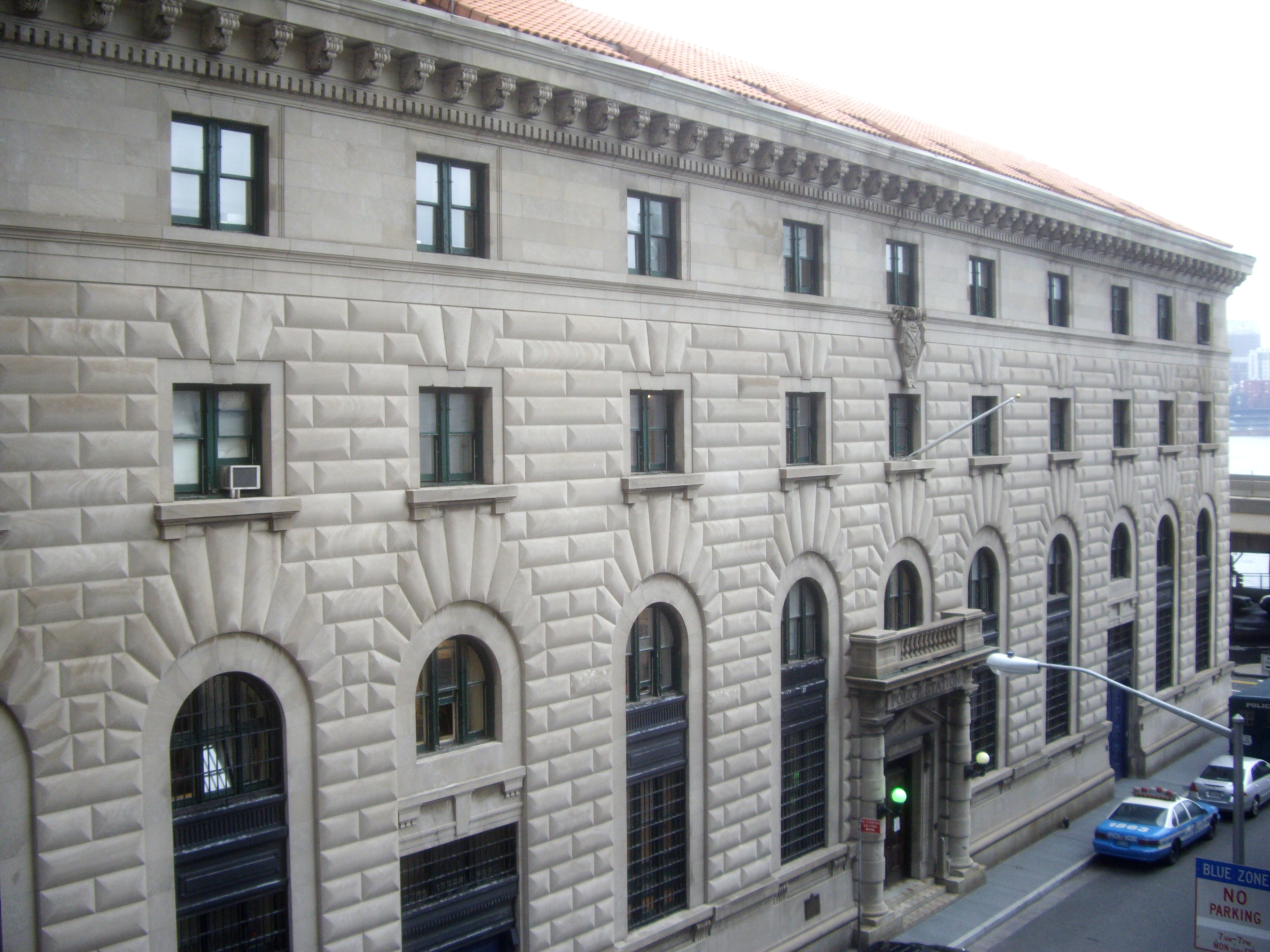
Здание музея.
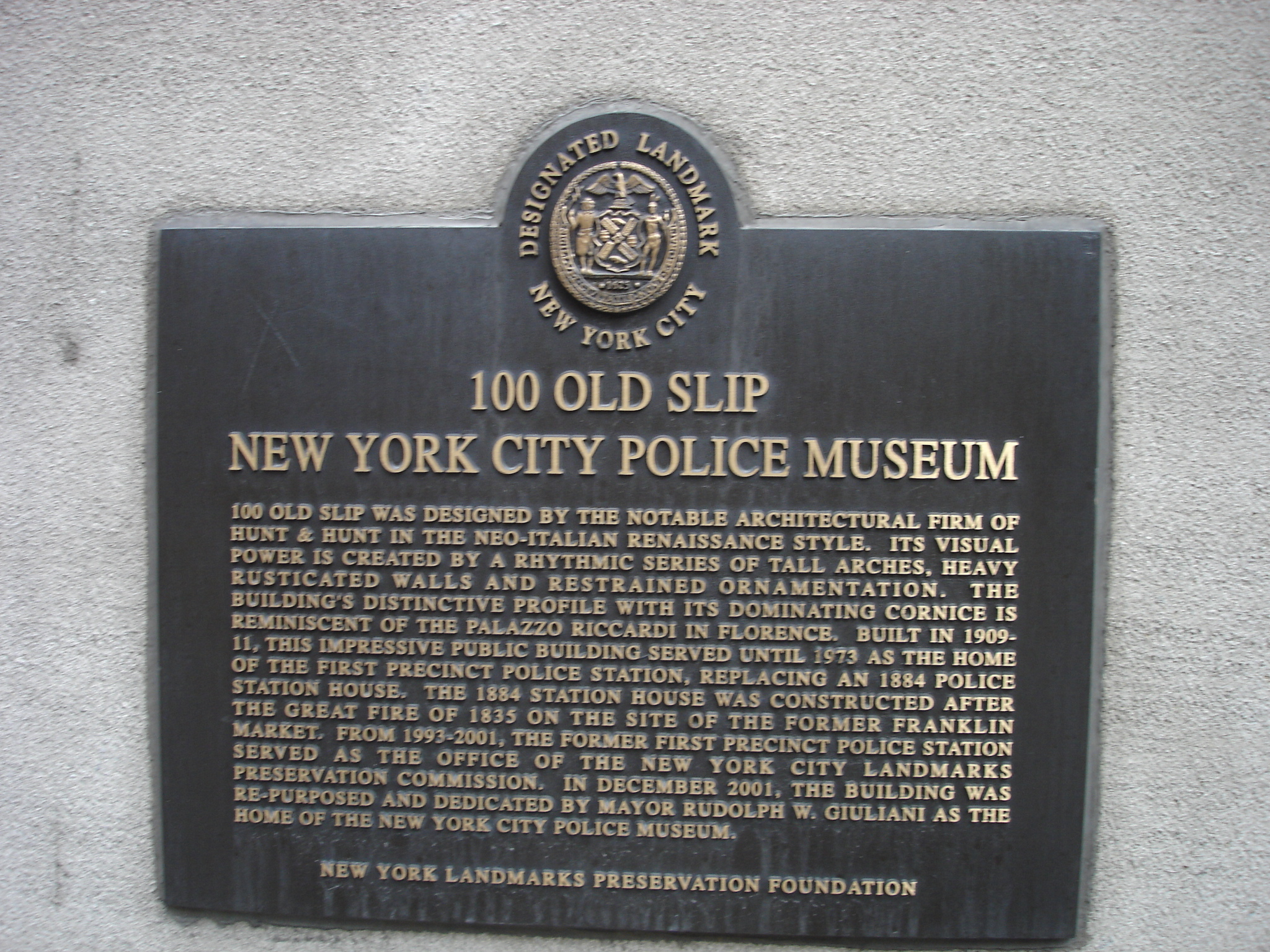
Вывеска музея.
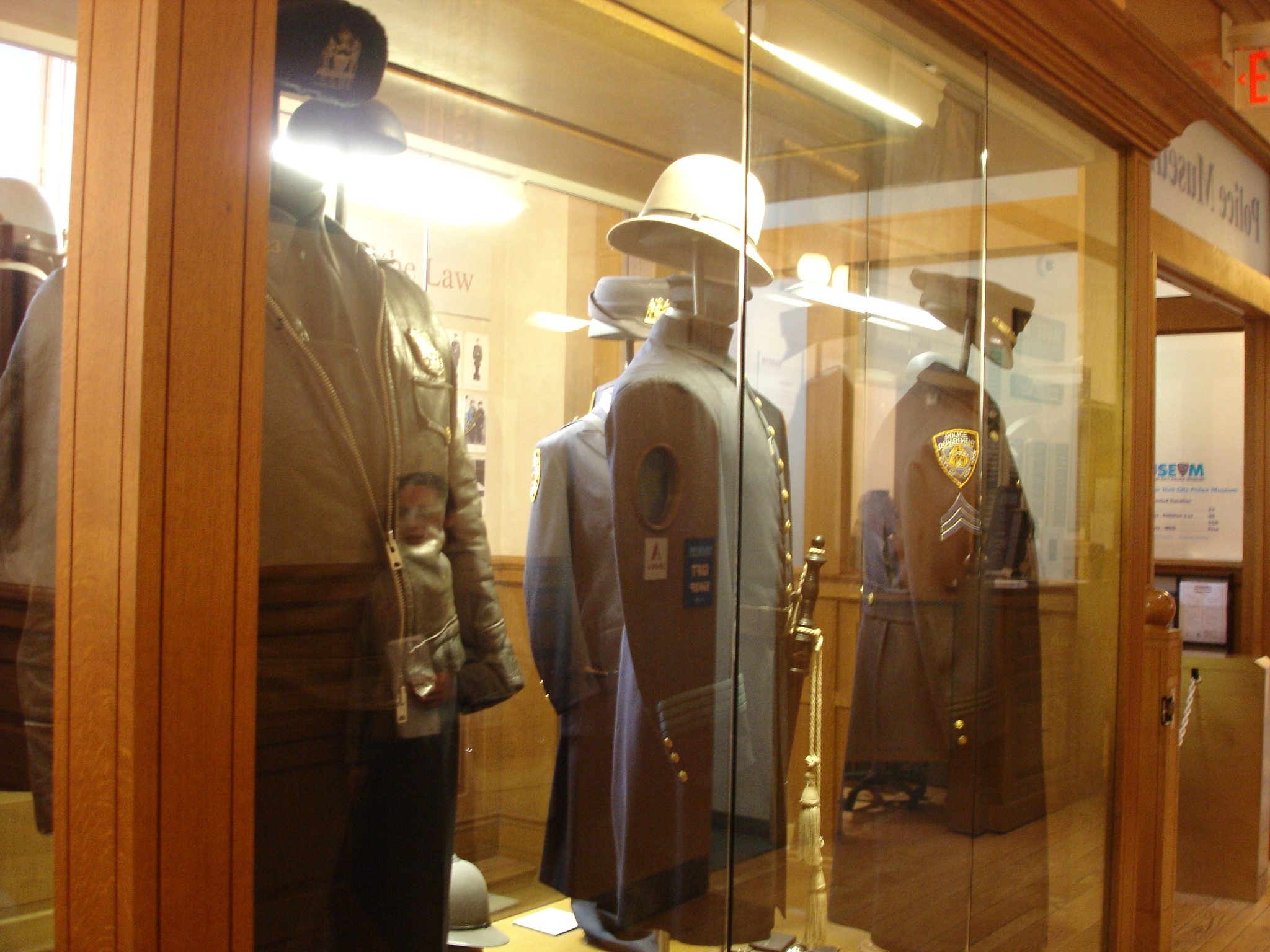
Полицейская униформа.
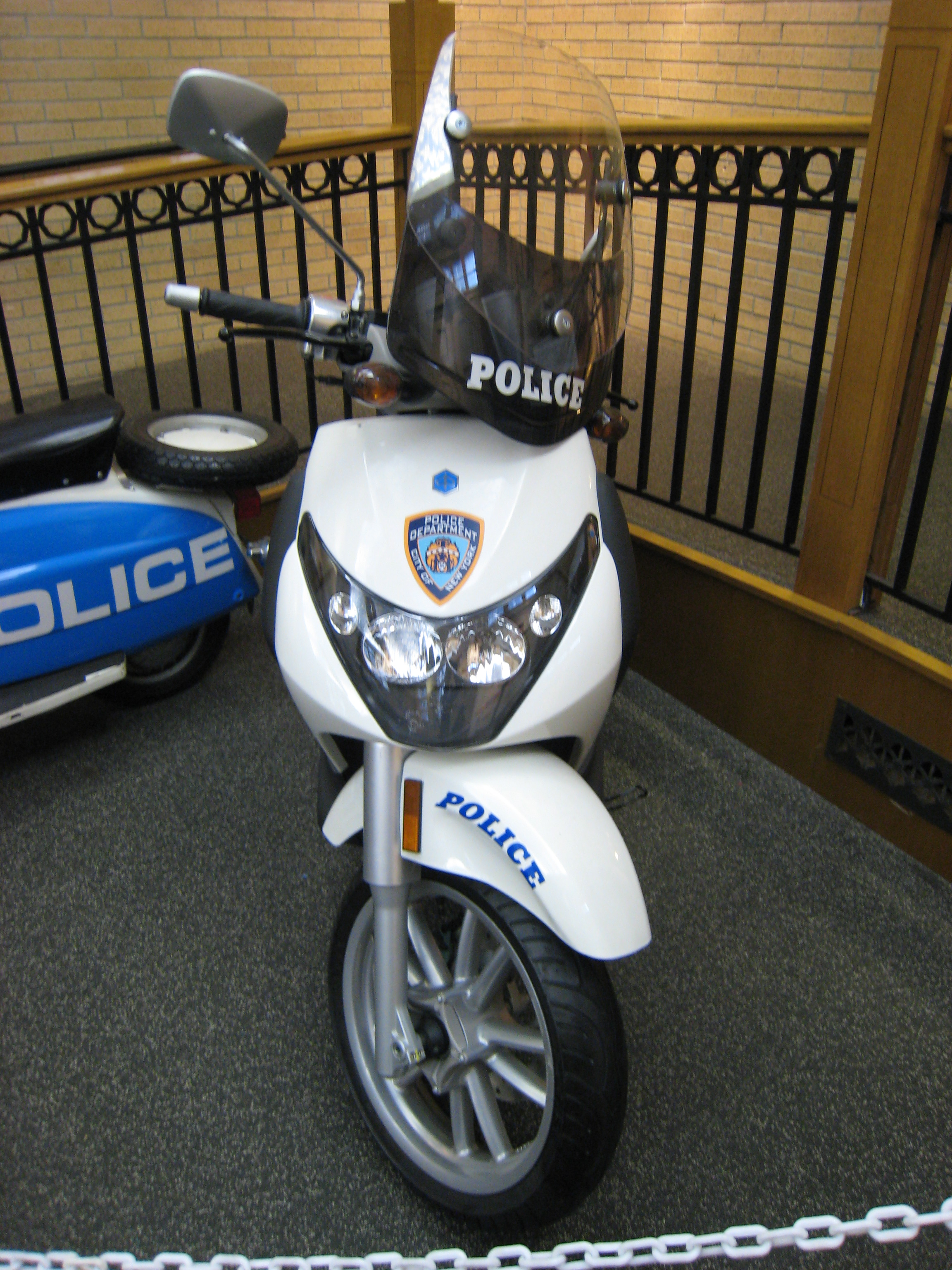
Полицейский скутер.